# Валеев, Ринар Салаватович
Рина́р Салава́тович Вале́ев (укр. Рінар Салаватович Валєєв; род. 22 августа 1987, Одесса) — украинский футболист, полузащитник

## Биография
Воспитанник спортивной школы одесского «Черноморца». Окончив школу, отправился в Нидерланды, к своему брату Руслану, который играл за различные клубы этой страны («Де Графсхап», «Эммен»). Выступал за молодёжную команду «Де Графсхапа», однако в Голландии ему закрепиться не удалось. Тогда он переехал обратно на Украину. Выступал за команды: «Сигнал» (Одесса) «Иван» и «Маррион». Клубы выступали в соревнованиях по любительскому футболу и пляжному футболу. Позже его заметили селекционеры одесского «Черноморца» и в январе 2007 года подписал договор с клубом. В Высшей лиге дебютировал 18 марта 2007 года в матче против криворожского «Кривбасса» (2:3). Летом 2007 года сыграл два матча в Кубке Интертото против солигорского «Шахтёра». В команде ему закрепиться не удалось и в августе 2008 года он был отдан в аренду алчевской «Стали», хотя мог оказаться в одном из клубов Первого дивизиона России.
Летом 2009 года перешёл в стан новичка Премьер-лиги киевскую «Оболонь», перешёл в качестве свободного агента. Также мог оказаться в ужгородском «Закарпатье». В «Оболони» дебютировал 26 июля 2009 года в матче против луганской «Зари» (3:0). 20 июня 2013 года после роспуска ФК «Кривбасс» как свободный агент подписал трёхлетний контракт с «Черноморцем». В январе 2014 года был на просмотре в «Мордовии», но покинул расположение клуба по окончании первого сбора.
В июне 2014 года покинул одесский клуб в связи с окончанием контракта.
В начале 2019 года стал игроком донецкого «Олимпика». Покинул команду летом 2019 года на правах свободного агента.

## Личная жизнь
Его отец никогда не играл в футбол, но старший брат Ринара Руслан — профессиональный футболист. Он также родился в Одессе, выступал за клубы «Боруссия» (Мёнхенгладбах), «Де Графсхап» и «Эммен».

## Статистика
| Сезон   | Клуб                | Лига         | Чемпионат | Чемпионат | Кубок | Кубок | Дубль | Дубль | Еврокубки | Еврокубки |
| Сезон   | Клуб                | Лига         | Игры      | Голы      | Игры  | Голы  | Игры  | Голы  | Игры      | Голы      |
| ------- | ------------------- | ------------ | --------- | --------- | ----- | ----- | ----- | ----- | --------- | --------- |
| 2006/07 | Черноморец (Одесса) | Высшая лига  | 12        | 2         | 0     | 0     | 0     | 1     | 0         | 0         |
| 2007/08 | Черноморец (Одесса) | Высшая лига  | 11        | 0         | 4     | 0     | 10    | 2     | 2         | 0         |
| 2008/09 | Черноморец (Одесса) | Премьер-лига | 1         | 0         | 0     | 0     | 3     | 1     | —         | —         |
| 2008/09 | Сталь (Алчевск)     | Первая лига  | 24        | 1         | 2     | 0     | —     | —     | —         | —         |
| 2009/10 | Оболонь             | Премьер-лига | 4         | 0         | 1     | 0     | 0     | 0     | —         | —         |